# Јанџик
Јанџик је торба од коже и део народне ношње у којој су се носиле паре и друге ситнице.
У Војводина је слична мушка торба која виси о рамену звана и лаћарак.
Јанџик је турцизма који се у неким изворима помиње као на сељачка торба или пак торба која се везује за задњи део седла на коњу.

## Изглед
Јанџик торбе су сарачке израде. Правиле су се од јунеће коже која је била бојена у жуто и црвено. Имале су две или три преграде и биле су преклопљене поклопцом са дужом дршком.
У Скопској Црној Гори забележено је да су ношени јанџици као и торбе тарчуг. У овим крајевима јанџици су били прављени од штављене овчије или козије коже. Израђивали су их сами пастири.

## Употреба
Носили су их углавном имућнији домаћини, када су путовали у друга места и када су одлазили у пазар.
Ова врста торби била је карактеристична и за хајдуке. Наиме, поред хране и одеће коју су хајдуци носили, у њу су стављали и драгоцености и плен.Тако је по Пери Тодоровићу забележено да "сав новац и драгоцености одмах предјау харамбаши, а он то све трпа у свој јанџик да доцније право подели". Народна поезија говори о томе да је плен дељен равноправно и да је онај ко је носио торбу-торбоноша добио једнако колико и они који су плен сакупљали.
Јанџик торбе остале су у употреби и у перооду уочи Првог светског рата, па је забалежео да су коришћене и као школске торбе.